# کمربند راه رفتن

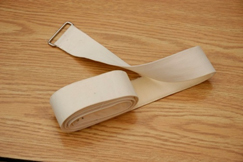
کمربند راه رفتن

کمربند راه رفتن وسیله‌ای است که برای بیمارانی که مشکلات حرکتی دارند مورداستفاده است. بیماران ممکن است با تعادل مشکل داشته باشند و از کمربند راه رفتن برای کمک به حرکت ایمن بیمار، از حالت ایستاده تا ویلچر استفاده شود. کمربند راه رفتن معمولاً از روکش پنبه ای ساخته شده‌است و در یک سر آن یک سگک فلزی بادوام وجود دارد.

## هدف و استفاده
کمربند راه رفتن به دور کمر بیمار بسته می‌شود. هدف آنها این است که فشار کمتری به ستون فقرات کمری بیمار وارد کنند زیرا مراقب‌ها در حال انتقال بیمار هستند. کمربند راه رفتن در خانه‌های سالمندان، بیمارستان‌ها یا سایر مکان‌های مشابه استفاده می‌شود.

## موارد قانونی
در موارد قانونی در صورت صدمه به بیمار در حین حمل و نقل و بررسی بعدی که نشان دهد که بیمار کمربند راه رفتن نبسته‌است، خانه‌های سالمندان ممکن است جریمه شوند. در ۱۳ سپتامبر ۲۰۱۷، یک خانه سالمندان در ویندهام به دلیل جراحات متعدد بیمار هنگام استفاده نکردن از کمربند راه رفتن هنگام کمک به انتقال، ۱۵۳۰ دلار جریمه شد.